# Mimetismo mülleriano

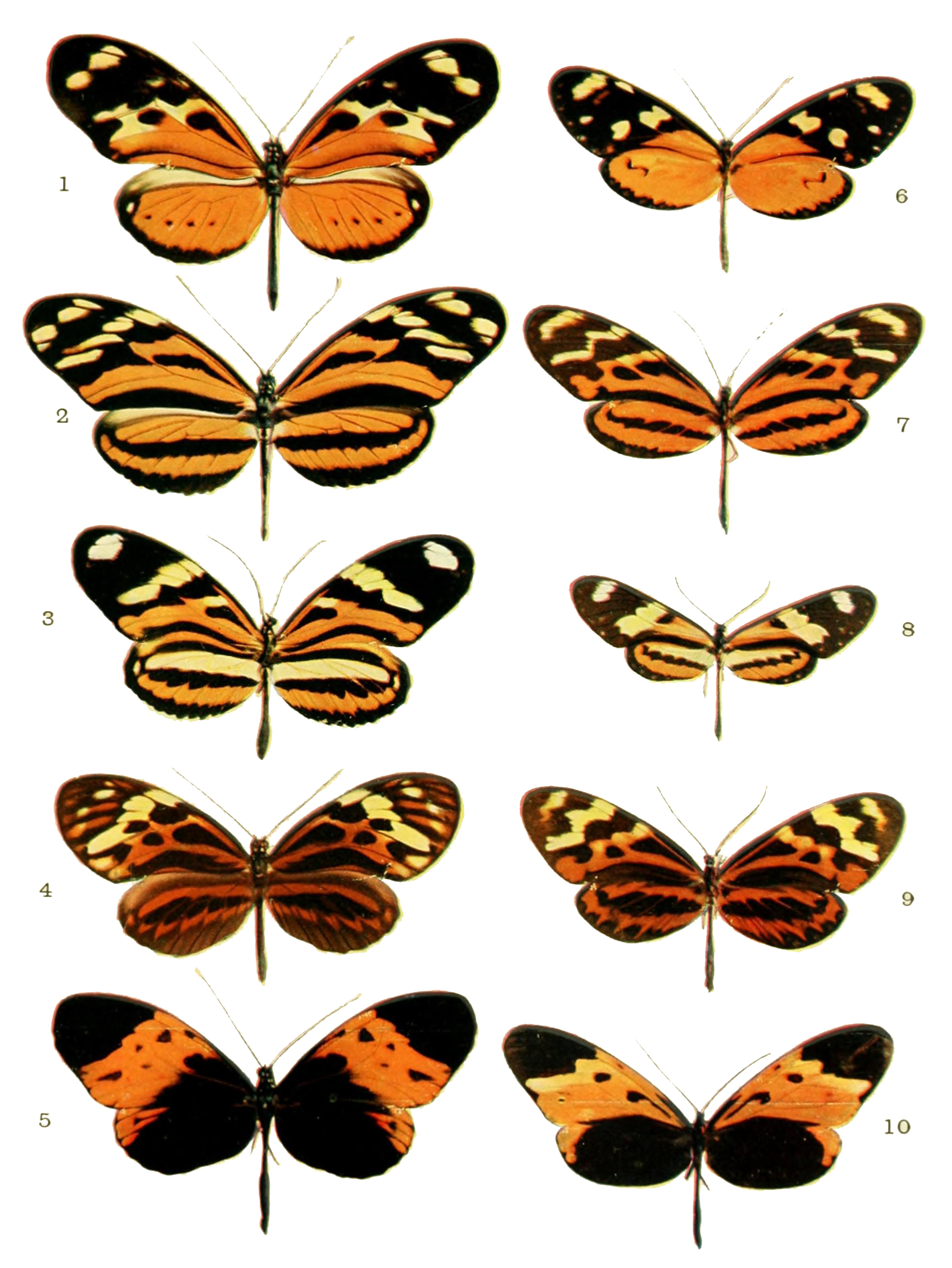
O mimetismo mulleriano explica a semelhança entre espécies diferentes de borboletas impalatáveis.

Mimetismo mülleriano, em zoologia, é como se descreve o fenômeno de seleção natural onde duas espécies venenosas distintas se beneficiam por serem semelhantes entre si, seja na aparência física ou por compartilharem do mesmo habitat. O conceito foi proposto pelo zoólogo teuto-brasileiro Fritz Müller (1821–1897), após observar a interação e semelhança de muitas espécies de borboletas impalatáveis das florestas tropicais do Brasil. Sua contribuição auxiliou grandemente o naturalista Charles Darwin no desenvolvimento da teoria da evolução.